# Reichsnährstand

Reichnährstands symbol

Reichsnährstand, RNST ("Riksnäringsståndet"), var en ståndsorienterad organisation inom den nazistiska lantbrukspolitiken 1933–1945. Organisationen var inrättad som en statlig förvaltning och hade egna stadgar såväl som budget och befogenheter.
I samband med maktövertagandet 1933 ställdes organisationen under Reichsbauernführer ("Riksbondeledare") Walther Darrés ledning i syfte att inordna organisationen i den process som kallades Gleichschaltung, likriktning.
Organisatoriskt kontrollerades detta genom att RNST skapade en standard för lantbruksekonomiska kooperativa föreningar, marknadsförbund och liknande. Reichsnährstand hade sitt huvudkontor i det som senare kom att kallas "Riksbondestaden" Goslar.
Arbetet inom RNST inriktades på sammankoppling av produktion, producenter och priset på lantbruksprodukter.
Därtill hade man som uppgift att uppmärksamma sina medlemmars sociala och kulturella intressen. Tilltagande motsättningar mellan RNST och partidistriktsledare (så kallade Gauleiter) och Deutsche Arbeitsfront ledde med tiden till en urholkning av RNST:s organisatoriska självstyre. På det sättet blev RNST, som till sist kom att bedriva en halvstatlig politik i det polykratiskt organiserade nazistiska systemet i och med inledningen till andra världskriget, mer och mer ett instrument för jordbruksministeriet respektive NSDAP.

## Historik

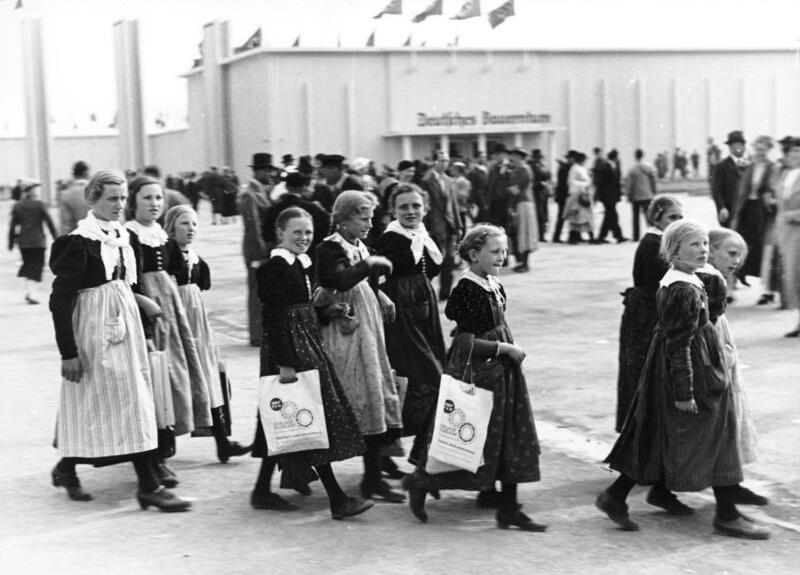
RNST-utställning i München, mars 1937: en grupp barn besöker Reichsnährstandutställningen på Theresienwiese 1937.

Reichsnährstand inrättades åtta veckor efter att Walther Darré tillträtt sin befattning. Han hade redan i augusti 1930 framgångsrikt byggt upp den personellt och organisatoriskt omfångsrika agrarpolitiska apparaten (aA) och tillsammans med statsskreteraren Herbert Backe den 13 september 1933  tagit fram Gesetz über den vorläufigen Aufbau des Reichsnährstandes (Lag om den kommande uppbyggnaden av Reichnährstandes). I §2 av denna lag heter det:
Riksministern för försörjning och lantbruk kan befullmäktiga Reichsnährstand eller någon av dess avdelningar, att reglera produktionen, försäljningen, priset såväl som prisomfånget avseende lantbruksprodukter när det så anses erforderligt, baserat på vad som anses nödvändigt för nationalekonomin och efterfrågan.
Den 26 september 1933 bemyndigades Darré att fastslå fasta priser för spannmål och 8 december samma år kom den grundläggande Första förordningen om uppbyggandet av Reichsnährstand som från 1934 införde en differentierad jordbrukspolitik för alla områden av lantbruket.
Nazisterna stod nu inför uppgiften att få förtroende av bönderna i de sydtyska, katolska områdena, allt i syfte att ge sin maktplattform en stabil bas att stå på och för att kunna förverkliga sitt Blut und Boden-program. Därnäst kom uppgiften att förena alla de namnkunniga bondeföreningarna, till exempel Reichslandbund eller den inflytelserika Vereinigung der Christlichen Bauernvereine, under ett och samma tak. Med stöd av lagen av år 1933 om den kommande uppbyggnaden av Reichsnährstand blev alla som arbetade inom jordbruk, fiske och trädgårdsbruk föremål för likriktning (Gleichschaltung) och tvångsanslutna till fackförbundet Landwirtschaftkammer. Landet delades in i 26 avdelningar, Landesbauernschaften. Under dessa organiserades regionala så kallade Kreisbauernschaften och lokala Ortsbauernschaften. Varje bauernschaft hade en ledare med titeln Bauernführer. På det här sättet försvårades eller förhindrades även möjligheten till urbanisering.
Mellan 1933 och 1939 minskade antalet arbetstillfällen i jordbruket med 440 000 till 1,4 miljoner. Ett ytterligare mål var att kontrollera produktionen, försäljningen och prisnivåerna inom jordbruksområdet. Regimen hade som mål att öka Tysklands självförsörjning från 68 % (1928) till 83 % (1938). Även en produktionsstegring förväntades, men också nationella högre priser på jordbruksprodukter jämfört med internationella prisnivåer.

## Organisation
Reichsnährstand delades in i tre underavdelningar:
1. Der Mensch (Människan): Avdelningen ansvarade för ideologisk utbildning och övervakning av bondesamhällets så kallade Blutreinheit (ung. blodrenlighet).
2. Der Hof (Gården): Avdelningen ansvarade för lantbruksproduktionen och dess produkter.
3. Der Markt (Marknaden): Avdelningen svarade för fördelning av lantbruksprodukterna. Man kontrollerade också utbud, efterfrågan och prisnivåer.

## Konflikter
Motsättningarna mellan RNST och Gau-ledningen ledde i januari 1935 till att Führerns ställföreträdare, Rudolf Hess, utfärdade en bestämmelse för förhållandet mellan RNST och NSDAP. I denna förbjöd han uttryckligen 
/.../ alla partimedlemmar att på vilket sätt som helst lägga sig i Reichsnährstands uppgifter. 
På det här sättet satte han säkerställandet av det tyska folkets livsmedelsförsörjning i fokus. I dokumentet fastslås också att 
/.../medan det personliga inflytandet av högre befattningshavare inom partiet och jordbruksministeriet garanterar att det rör sig om partiets vilja, skall nya utnämningar av Orts-, Kreis- och Landesbauernführer även i framtiden endast göras i samarbete med behöriga Gauleiter.“ 
Till någon större förändring i rangordningen ledde emellertid inte beslutet.

## Riksbondedagen

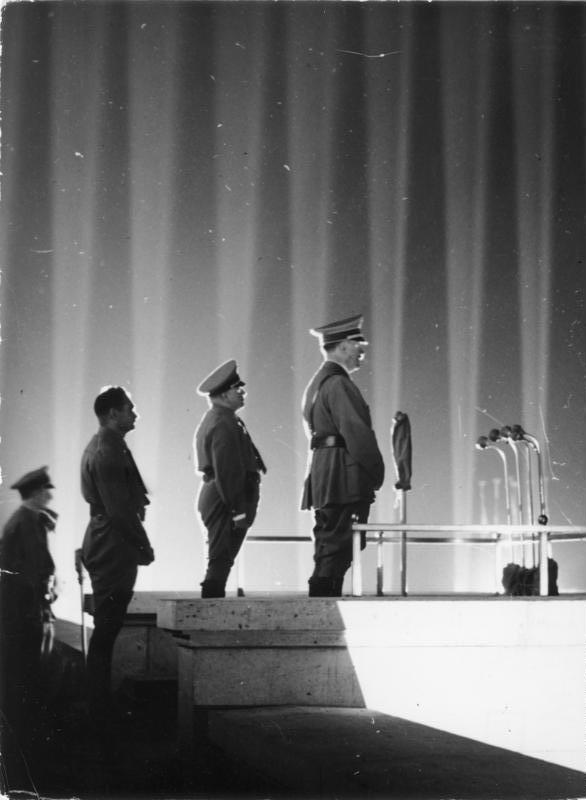
Hur luftvärnsstrålkastare kunde användas.

Reichserntedankfest (Riksskördefesten), även kallad Reichsbauerntag (Riksbondedagen) ägde rum årligen i början av oktober 1933 till 1938 (med undantag för 1937, då den inställdes på grund av mul- och klövsjuka) i  Bückeberg i närheten av Hameln. Från 1934 färdades sedan partitopparna i bilkortége från Riksbondedagen till Goslar. I Goslar paraderade sedan SS, SA och jägarförband. Med Kaiserpfalz i fonden, i skenet av luftvärnsstrålkastare och otaliga facklor, svor på kvällen tusentals Bauernführer sin trohetsed till Adolf Hitler. Från 1939, i och med andra världskrigets utbrott, upphörde firandet.

## Förändring och avveckling
Ungefär två veckor efter att Darré avskedats från sin post i regeringen, underställde Herbert Backe 16 maj 1942 riks- och landsavdelningarna Reichsamt für Agrarpolitik. Detta var den slutliga nedmonteringen av det ursprungliga RNST och nu följde en omvandling av RNST till en rent försörjningspolitisk organisation. NSDAP övertog ansvaret för den jordbrukspolitiska inriktningen och förespråkarna för Blut und Boden-ideologin kom nu att stå i direkt beroende av partiet.